# إيمي أتويل
إيمي أتويل (من مواليد 30 يونيو 1998) هي لاعبة كرة سلة محترفة أسترالية تلعب في فريق بيرث لينكس في الدوري كرة السلة الوطني للسيدات (WNBL). لعبت كرة السلة الجامعية لفريق هاواي رينبو واهين، حيث فازت بجائزة أفضل لاعبة في بيج ويست في عام 2022.
في يوليو 2024، تم تسمية أتويل في تشكيلة منتخب أستراليا لكرة السلة للسيدات للمشاركة في دورة الألعاب الأولمبية الصيفية 2024 في باريس كلاعبة بديلة عن اللاعبة ريبيكا ألين. حصلت مع المنتخب الأسترالي على الميدالية البرونزية بعد فوزها على منتخب منتخب بلجيكا لكرة السلة للسيدات.